# NTTアーバンバリューサポート
NTTアーバンバリューサポート株式会社（エヌティティアーバンバリューサポート）は、東京都港区芝浦に本社を置くNTTアーバンソリューションズの子会社。旧商号はエヌ・ティ・ティ都市開発ビルサービス株式会社（NTT都市開発ビルサービス）。

## 概要
建物の設計・施工・工事監理及びプロパティマネジメント（ビル・マンションの運営管理など）を行っている。NTT都市開発が保有するオフィス、マンション等のテナント工事等やビル管理が中心となる。

### 主要業務
- 建築物、建築設備等の設計、施工および工事監理業務
- 建築物、建築設備等の維持管理に関するコンサルティング業務
- オフィスビル、賃貸住宅施設等の管理運営に関する業務
- 分譲住宅施設の管理運営業務
- 宅地建物取引業務
- オフィス移転ソリューション業務

### 管理物件
- オフィスビル等/61物件
- 分譲マンション/44物件

（2014年（平成26年）3月現在）

## 沿革
- 2000年
  - 6月 - NTT都市開発が保有するオフィス、マンション等のテナント工事等を行なうため、NTT都市開発の100%子会社としてエヌ・ティ・ティ都市開発ビルサービス株式会社（NTT都市開発ビルサービス）を設立
  - 10月 - 営業開始
- 2001年7月 - NTT都市開発が保有する賃貸マンション管理業務および分譲マンション管理業務を開始
- 2004年10月 - NTT都市開発からプロパティマネジメント（PM）業務を移管
- 2005年4月 - NTT都市開発から損害保険代理店業務を移管
- 2009年4月 - PMサービス事業部にファンドPM部門を設置
- 2010年5月 - REIT物件のPM業務を受託
- 2011年4月 - PMサービス事業部にPM事業推進部門を設置
- 2012年
  - 7月 - オフィスビルの清掃業務を開始
  - 10月 - 大手町フィナンシャルシティノースタワー 共用部分のPM業務を受託
  - 11月 - NTTグループ所有の社宅を利活用した賃貸物件サブリース事業を開始
- 2013年8月 - 賃貸マンションブランド「グレースシーズン」を商標登録
- 2014年
  - 2月 - 本社を秋葉原UDXに移転
  - 4月 - 「エネルギー削減診断手法」の特許を取得
  - 6月 - 日経ビル・JAビル・経団連会館 全体共用部のPM業務を受託。分譲マンション入居者向けの専有部サービス業務を開始。
  - 10月 - 東海事業部を設置
- 2015年10月 - NTT都市開発西日本BS株式会社を吸収合併。これまでの東日本に加え、西日本もエリアとする。
- 2018年10月 - NTT都市開発北海道株式会社を吸収合併。
- 2021年7月 - NTTアーバンバリューサポート株式会社に商号変更、NTTアーバンソリューションズの100%子会社となる。
- 2022年1月 - 本店所在地を東京都千代田区外神田4-14-1（秋葉原UDX）から東京都港区芝浦3-4‐1（グランパークタワー）に移転